# ジャパンラグビートップチャレンジリーグ2019-2020
ジャパンラグビートップチャレンジリーグ2019-2020は、2019年11月15日から2020年1月19日にかけて行われた社会人ラグビー（ラグビーユニオン）の2部リーグである。

## 参加チーム
ジャパンラグビートップチャレンジリーグ2019-2020の参加チームは下表の通りである（記載は前年の成績上位順）。
昨シーズンの結果によるトップリーグとトップチャレンジリーグ入れ替え戦でNTTドコモレッドハリケーンズ、三菱重工相模原ダイナボアーズがトップリーグへ昇格、豊田自動織機シャトルズ、コカ・コーラレッドスパークスがトップチャレンジリーグに降格。また同じく昨シーズンの結果によるトップチャレンジリーグと3地域チャレンジ（トップイースト・ウェスト・キュウシュウの各1部リーグ優勝チームによる入れ替え戦出場決定戦）上位2チームとの入れ替え戦で中国電力レッドレグリオンズがトップキュウシュウAリーグ（1部）に降格、
清水建設ブルーシャークス（トップイースト1部優勝・3地域チャレンジ優勝）が地域リーグから昇格した。
なお2019-2020シーズンはラグビーワールドカップ2019の日程の関係上、通常の2ステージ制ではなく、8チーム1回戦総当たりリーグ（各クラブ7試合ずつ。全体では28試合）の勝ち点制で争われる
| チーム名                       | 前年成績                    | 詳細                                              |
| ------------------------------ | --------------------------- | ------------------------------------------------- |
| 豊田自動織機シャトルズ         | トップリーグ 15位           | 降格（入れ替え戦敗戦） 初降格                     |
| コカ・コーラレッドスパークス   | トップリーグ 16位           | 降格（入れ替え戦敗戦） 初降格                     |
| 近鉄ライナーズ                 | トップチャレンジリーグ 3位  |                                                   |
| 栗田工業ウォーターガッシュ     | トップチャレンジリーグ 4位  |                                                   |
| 九州電力キューデンヴォルテクス | トップチャレンジリーグ 5位  |                                                   |
| マツダブルーズーマーズ         | トップチャレンジリーグ 6位  |                                                   |
| 釜石シーウェイブスRFC          | トップチャレンジリーグ 7位  | 残留（入れ替え戦勝利）                            |
| 清水建設ブルーシャークス       | トップイーストリーグ1部優勝 | 入れ替え戦に勝ち昇格（3地域チャレンジ1位） 初昇格 |

## 順位表
| 順位 | チーム                         | 試合 | 勝 | 分 | 負 | 得点 | 失点 | 得失 | BP | 勝点 |
| ---- | ------------------------------ | ---- | -- | -- | -- | ---- | ---- | ---- | -- | ---- |
| 1    | 近鉄ライナーズ                 | 7    | 7  | 0  | 0  | 395  | 107  | 288  | 6  | 34   |
| 2    | 豊田自動織機シャトルズ         | 7    | 5  | 0  | 2  | 257  | 136  | 121  | 4  | 24   |
| 3    | コカ・コーラレッドスパークス   | 7    | 5  | 1  | 1  | 212  | 131  | 81   | 2  | 24   |
| 4    | 釜石シーウェイブスRFC          | 7    | 3  | 1  | 3  | 142  | 232  | -90  | 1  | 15   |
| 5    | 栗田工業ウォーターガッシュ     | 7    | 3  | 0  | 4  | 123  | 190  | -67  | 1  | 13   |
| 6    | マツダブルーズーマーズ         | 7    | 2  | 0  | 5  | 133  | 229  | -96  | 2  | 10   |
| 7    | 九州電力キューデンヴォルテクス | 7    | 2  | 0  | 5  | 97   | 222  | -125 | 0  | 8    |
| 8    | 清水建設ブルーシャークス       | 7    | 0  | 0  | 7  | 142  | 254  | -112 | 3  | 3    |

## 入替制度
今季は、トップリーグが開催中止となり、各地域リーグの優勝3チームによる総当たりのリーグ戦の3地域チャレンジも行われなかったため、トップチャレンジリーグからトップリーグへの昇格及び地域リーグへの降格チームは無かった。

### トップチャレンジリーグへ自動昇格
2021年度からトップリーグ及びトップチャレンジリーグは再編されて新たなリーグが開催される予定となっている。2020-2021シーズンはその新リーグのディビジョン決めとなるため、地域リーグで唯一新リーグへの参戦を表明した中国電力レッドレグリオンズ（トップキュウシュウA優勝）が昇格（2シーズンぶりの復帰）となった。